# Pantano de la Peña
Pantano de la Peña är en reservoar i Spanien.   Den ligger i provinsen Provincia de Huesca och regionen Aragonien, i den nordöstra delen av landet, 300 km nordost om huvudstaden Madrid. Pantano de la Peña ligger 538 meter över havet. Arean är 1,2 kvadratkilometer. I omgivningarna runt Pantano de la Peña växer i huvudsak blandskog. Den sträcker sig 0,9 kilometer i nord-sydlig riktning, och 2,9 kilometer i öst-västlig riktning.